# Critics' Choice Television Award for Best Actor in a Drama Series
Critics' Choice Television Award for Best Actor in a Drama Series er en af priskategorier, der årligt uddeles af Critics' Choice Television Awards (BTJA) til den bedste mandlige hovedrolle i en dramaserie. Priskategorien blev uddelt første gang i 2011, da uddelingen blev skabt. Vinderne udvælges af en gruppe tv-anmeldere, der er en del af Broadcast Television Critics Association.

## Vindere og nominerede
Vinderen

### 2010'erne
| År       | Skuespiller         | Serie               | Karakter                    | Netværk      |
| -------- | ------------------- | ------------------- | --------------------------- | ------------ |
| 2011     | Jon Hamm            | Mad Men             | Don Draper                  | AMC          |
| 2011     | Steve Buscemi       | Boardwalk Empire    | Nucky Thompson              | HBO          |
| 2011     | Kyle Chandler       | Friday Night Lights | Eric Taylor                 | DirecTV, NBC |
| 2011     | Michael C. Hall     | Dexter              | Dexter Morgan               | Showtime     |
| 2011     | William H. Macy     | Shameless           | Frank Gallagher             | Showtime     |
| 2011     | Timothy Olyphant    | Justified           | Raylan Givens               | FX           |
| 2012     | Bryan Cranston      | Breaking Bad        | Walter White                | AMC          |
| 2012     | Kelsey Grammer      | Boss                | Tom Kane                    | Starz        |
| 2012     | Jon Hamm            | Mad Men             | Don Draper                  | AMC          |
| 2012     | Charlie Hunnam      | Sons of Anarchy     | Jax Teller                  | FX           |
| 2012     | Damian Lewis        | Homeland            | Nicholas Brody              | Showtime     |
| 2012     | Timothy Olyphant    | Justified           | Raylan Givens               | FX           |
| 2013     | Bryan Cranston      | Breaking Bad        | Walter White                | AMC          |
| 2013     | Damian Lewis        | Homeland            | Nicholas Brody              | Showtime     |
| 2013     | Andrew Lincoln      | The Walking Dead    | Rick Grimes                 | AMC          |
| 2013     | Timothy Olyphant    | Justified           | Raylan Givens               | FX           |
| 2013     | Matthew Rhys        | The Americans       | Philip Jennings             | FX           |
| 2013     | Kevin Spacey        | House of Cards      | Frank Underwood             | Netflix      |
| 2014     | Matthew McConaughey | True Detective      | Rust Cohle                  | HBO          |
| 2014     | Bryan Cranston      | Breaking Bad        | Walter White                | AMC          |
| 2014     | Hugh Dancy          | Hannibal            | Will Graham                 | NBC          |
| 2014     | Freddie Highmore    | Bates Motel         | Norman Bates                | A&E          |
| 2014     | Matthew Rhys        | The Americans       | Philip Jennings             | FX           |
| 2014     | Michael Sheen       | Masters of Sex      | William Masters             | Showtime     |
| 2015     | Bob Odenkirk        | Better Call Saul    | Jimmy McGill                | AMC          |
| 2015     | Freddie Highmore    | Bates Motel         | Norman Bates                | A&E          |
| 2015     | Charlie Hunnam      | Sons of Anarchy     | Jax Teller                  | FX           |
| 2015     | Timothy Olyphant    | Justified           | Raylan Givens               | FX           |
| 2015     | Matthew Rhys        | The Americans       | Philip Jennings             | FX           |
| 2015     | Aden Young          | Rectify             | Daniel Holden               | Sundance TV  |
| 2016 (1) | Rami Malek          | Mr. Robot           | Elliot Alderson             | USA Network  |
| 2016 (1) | Hugh Dancy          | Hannibal            | Will Graham                 | NBC          |
| 2016 (1) | Clive Owen          | The Knick           | Dr. John "Thack" Thackery   | Cinemax      |
| 2016 (1) | Liev Schreiber      | Ray Donovan         | Ray Donovan                 | Showtime     |
| 2016 (1) | Justin Theroux      | The Leftovers       | Kevin Garvey, Jr.           | HBO          |
| 2016 (1) | Aden Young          | Rectify             | Daniel Holden               | Sundance TV  |
| 2016 (2) | Bob Odenkirk        | Better Call Saul    | Jimmy McGill                | AMC          |
| 2016 (2) | Sam Heughan         | Outlander           | Jamie Fraser                | Starz        |
| 2016 (2) | Rami Malek          | Mr. Robot           | Elliot Alderson             | USA Network  |
| 2016 (2) | Matthew Rhys        | The Americans       | Philip Jennings             | FX           |
| 2016 (2) | Liev Schreiber      | Ray Donovan         | Ray Donovan                 | Showtime     |
| 2016 (2) | Kevin Spacey        | House of Cards      | Frank Underwood             | Netflix      |
| 2018     | Sterling K. Brown   | This Is Us          | Randall Pearson             | NBC          |
| 2018     | Paul Giamatti       | Billions            | Charles "Chuck" Rhoades Jr. | Showtime     |
| 2018     | Liev Schreiber      | Ray Donovan         | Ray Donovan                 | Showtime     |
| 2018     | Freddie Highmore    | Bates Motel         | Norman Bates                | A&E          |
| 2018     | Ian McShane         | American Gods       | Mr. Wednesday               | Starz        |
| 2018     | Bob Odenkirk        | Better Call Saul    | Jimmy McGill                | AMC          |
| 2019     | Matthew Rhys        | The Americans       | Philip Jennings             | FX           |
| 2019     | Freddie Highmore    | The Good Doctor     | Dr. Shaun Murphy            | ABC          |
| 2019     | Diego Luna          | Narcos: Mexico      | Félix Gallardo              | Netflix      |
| 2019     | Richard Madden      | Bodyguard           | Sergeant David Budd         | Netflix      |
| 2019     | Bob Odenkirk        | Better Call Saul    | Jimmy McGill                | AMC          |
| 2019     | Billy Porter        | Pose                | Pray Tell                   | FX           |
| 2019     | Milo Ventimiglia    | This Is Us          | Jack Pearson                | NBC          |

### 2020'erne
| År   | Skuespiller       | Serie             | Karakter                         | Netværk         |
| ---- | ----------------- | ----------------- | -------------------------------- | --------------- |
| 2020 | Jeremy Strong     | Succession        | HBO                              | Kendall Roy     |
| 2020 | Sterling K. Brown | This Is Us        | NBC                              | Randall Pearson |
| 2020 | Mike Colter       | Evil              | David Acosta                     | CBS             |
| 2020 | Paul Giamatti     | Billions          | Charles "Chuck" Rhoades Jr.      | Showtime        |
| 2020 | Kit Harington     | Game of Thrones   | Jon Snow                         | HBO             |
| 2020 | Freddie Highmore  | The Good Doctor   | Dr. Shaun Murphy                 | ABC             |
| 2020 | Tobias Menzies    | The Crown         | Prince Philip, Duke of Edinburgh | Netflix         |
| 2020 | Billy Porter      | Pose              | Pray Tell                        | FX              |
| 2021 | Josh O'Connor     | The Crown         | Charles, Prince of Wales         | Netflix         |
| 2021 | Sterling K. Brown | This Is Us        | Randall Pearson                  | NBC             |
| 2021 | Jason Bateman     | Ozark             | Martin "Marty" Byrde             | Netflix         |
| 2021 | Jonathan Majors   | Lovecraft Country | Atticus "Tic" Freeman            | HBO             |
| 2021 | Matthew Rhys      | Perry Mason       | Perry Mason                      | HBO             |
| 2021 | Bob Odenkirk      | Better Call Saul  | Saul Goodman                     | AMC             |
| 2022 | Sterling K. Brown | This Is Us        | Randall Pearson                  | NBC             |
| 2022 | Mike Colter       | Evil              | David Acosta                     | Paramount+      |
| 2022 | Brian Cox         | Succession        | Logan Roy                        | HBO             |
| 2022 | Lee Jung-jae      | Squid Game        | Seong Gi-hun                     | Netflix         |
| 2022 | Billy Porter      | Pose              | Pray Tell                        | FX              |
| 2022 | Jeremy Strong     | Succession        | Kendall Roy                      | HBO             |

## Skuespillere med flere vundne priser
2 vundne priser
- Bryan Cranston
- Bob Odenkirk

## Skuespillere med flere nomineringer
6 nomineringer
- Matthew Rhys

5 nomineringer
- Freddie Highmore
- Bob Odenkirk

4 nomineringer
- Sterling K. Brown
- Timothy Olyphant

3 nomineringer
- Bryan Cranston
- Billy Porter
- Liev Schreiber

2 nomineringer
- Mike Colter
- Hugh Dancy
- Paul Giamatti
- Jon Hamm
- Charlie Hunnam
- Damian Lewis
- Rami Malek
- Kevin Spacey
- Jeremy Strong
- Aden Young